# 타란타펠리냐
타란타펠리냐(이탈리아어: Taranta Peligna)는 이탈리아 아브루초주 키에티도에 있는 코무네이다. 키에티로부터 57 km 거리에 있다. 과거에는 "타란타"(Taranta)라 불리는 모직 의류 산업으로 유명하였으며, 지금도 여전히 명맥을 유지하고 있다.